# När alla vännerna gått hem
"När alla vännerna gått hem", skriven av Per Gessle, är en balladlåt ursprungligen inspelad av den svenska popgruppen Gyllene Tider, släppt på EP-skivan Gyllene Tider 1978, där den fungerade som avslutningsspår, vilket den 1981 även var på studioalbumet Moderna Tider. Låten har blivit berömd som avslutningsmelodi på Gyllene Tiders konserter, liksom på samlingsalbum av Gyllene Tider. 
Popgruppen Aramis hade 1980 en mindre hit med en cover på sången.
Vid Gyllene Tiders konsert på Brottet i Halmstad den 10 augusti 1996 sjöng Per Gessle den live i duett med Marie Fredriksson, känd från Roxette.
"När alla vännerna gått hem" spelades också in med text på engelska, som "When All the Lights Have Faded Away".
Popgruppen Miio spelade 2003 in en cover på den på albumet På vårt sätt .